# Cap d'Ambre
Cap d'Ambre är en udde i Madagaskar. Den ligger i den norra delen av landet, 800 km norr om huvudstaden Antananarivo.
Terrängen inåt land är platt. Havet är nära Cap d'Ambre åt nordost.  Närmaste större samhälle är Andranovondronina, 11,4 km söder om Cap d'Ambre. 